# Campionati del mondo di ciclismo su strada 1931
I Campionati del mondo di ciclismo su strada 1931 si disputarono a Copenaghen in Danimarca il 26 agosto 1931 e furono l'unica edizione in cui il titolo professionisti fu assegnato con una gara a cronometro.
Furono assegnati due titoli:
- Prova in linea Uomini Dilettanti, gara di 170,000 km
- Prova a cronometro Uomini Professionisti, gara di 170,000 km

## Storia
L'edizione del 1931 fu l'unica in cui la prova in linea venne sostituita da una cronometro individuale, da correre sulla distanza di 170 km. La vittoria fu ancora della selezione italiana, con Learco Guerra che vinse la medaglia d'oro staccando di più di 4 minuti il secondo e il terzo classificato, rispettivamente il francese Ferdinand Le Drogo e lo svizzero Albert Büchi. Solo diciassette corridori presero parte alla prova e in tredici la conclusero.
Nella prova dilettanti, terminò il dominio dell'Italia che si aggiudicò solo la medaglia d'argento con Giuseppe Olmo, mentre il danese Henry Hansen vinse l'oro.

## Medagliere
| Pos.   | Nazione   | Oro | Argento | Bronzo | Totale |
| ------ | --------- | --- | ------- | ------ | ------ |
| 1      | Italia    | 1   | 1       | 0      | 2      |
| 2      | Danimarca | 1   | 0       | 1      | 2      |
| 3      | Francia   | 0   | 1       | 0      | 1      |
| 4      | Svizzera  | 0   | 0       | 1      | 1      |
| Totale | Totale    | 2   | 2       | 2      | 6      |

## Sommario degli eventi
| Eventi                 | Oro                    | Tempo                      | Argento                    | Tempo   | Bronzo                | Tempo   |
| Uomini Professionisti  |                        |                            |                            |         |                       |         |
| Cronometro dettagli    | Learco Guerra Italia   | 4h53'43" Media 34,727 km/h | Ferdinand Le Drogo Francia | a 4'37" | Albert Büchi Svizzera | a 4'48" |
| Uomini Dilettanti      |                        |                            |                            |         |                       |         |
| Gara in linea dettagli | Henry Hansen Danimarca | 4h50'53"                   | Giuseppe Olmo Italia       | a 6'01" | Leo Nielsen Danimarca | a 6'40" |